# Philodromus luteovirescens
Philodromus luteovirescens este o specie de păianjeni din genul Philodromus, familia Philodromidae, descrisă de Urquhart, 1893.
Este endemică în Tasmania. Conform Catalogue of Life specia Philodromus luteovirescens nu are subspecii cunoscute.